# Homologation
Homologation (franska) är i den franska jurisprudensen en privaträttslig akts stadfästande från en domstols sida. 
Åtskilliga dispositioner är för sin giltighet i behov av sådan stadfästelse; så är till exempel fallet med adoption (Code civile, artikel 354), vissa dispositioner av förmyndare (artikel 467) med flera. Jämväl enligt svensk rätt erfordras i en del fall domstols godkännande eller samtycke, till exempel i fråga om förmyndares försäljning av omyndigs fasta egendom.
Gällande motorfordon betyder homologation typbesiktning.